# Supka
Supka (kotiledon, klicin listić, cotyledon, dolazi od grčke riječi κοτυληδων u značenju posuda) je prvi hranjivi listić u sjemenkama biljaka koji se razvija na stabalcu embrija. Poznat je i pod imenom donji list, a njegova osnovna uloga je da čuva hranjive materije budućih biljaka kako bi im omogućio opstanak i razvoj dok biljka ne bude mogla sama da se hrani. Golosjemenjače (Gymnospermae) imaju dvije ili više supki (kod nekih vrsta roda Pinus broj supki kreće se od 5 pa do 18). Među kritosjemenjačama (Angiospermae) sve jednosupnice (Monocotyledoneae) imaju jednu, a sve dvosupnice (Dicotyledoneae) dvije supke, što je podloga za ovu podjelu. 
Riječ je iskovao talijanski biolog Marcello Malpighi koji je mislio da sve biljke imaju samo jedan kotiledon.
Razlike između jednosupnica i dvosupnica su: jednosupnice imaju nepravilno raspoređeno provedne snopiće, a dvosupnice imaju prstenasto raspoređene provodne snopiće. 
Prvovodni snopići kod jednosupnica imaju ksilem i floem, a kod dvosupnice imaju ksilem, floem i kambij. Kambij omogućava sekundarni rast dvosupnicama u širinu, dok sekundarni rast kod jednosupnica nije zastupljen.

## Funkcija
Sve dok ne postane nutritivno samostalna, sadnica ovisi o rezervama koje osigurava roditelj. Kod angiospermi te se rezerve nalaze u endospermu, u rezidualnim tkivima ovula ili u tijelu embrija, obično u kotiledonima. Budući da su rezervni materijali djelomično u netopljivom obliku — kao što su zrnca škroba, granule proteina, kapljice lipida i slično — veliki dio ranog metabolizma klijanaca bavi se mobilizacijom tih materijala i isporukom ili premještanjem proizvoda u aktivna područja. Kod nekih sjemenki (npr. ricinusa), apsorpcija hranjivih tvari iz rezervi odvija se preko kotiledona, koji se kasnije šire na svjetlu i postaju prvi organi aktivni u fotosintezi. Kod mnogih jednosupnica, kotiledon djeluje kao poseban organ za upijanje koji mobilizira rezervne materijale i povlači ih iz endosperma; npr. kod trava je supka modificirana u štit ("štit") koji izlučuje enzime između embrija i endosperma. Kada su rezerve pohranjene u samim kotiledonima, kao što je uobičajeno kod mnogih eudikota, ti se organi mogu smanjiti nakon klijanja i umrijeti ili razviti klorofil i postati fotosintetski. Bilo da kotiledoni pomažu apsorbirati hranjive tvari iz endosperma ili sami pohranjuju hranjive tvari, ovi embrionalni listovi sjemena obično ne opstaju dugo nakon klijanja.

## Obrasci klijanja
Dva obrasca klijanja sjemena javljaju se kod angiospermi, ovisno o tome izlaze li supke iz sjemena: hipogealno (klijanje ispod zemlje) ili epigealno (klijanje iznad zemlje). U hipogejskoj klijavosti, kotiledoni ne izlaze iz sjemena, već tjeraju korijen i osovinu epikotila (koje će proizvesti prve prave listove) da se izduže iz ovojnice sjemena. Sjeme, sa zatvorenim kotiledonima, ostaje pod zemljom, a epikotil raste kroz tlo. Kada kotiledoni sadrže hranjive rezerve sjemena, te se rezerve prenose izravno na korijen i epikotil u razvoju (npr. vrtni grašak). Kada endosperm sadrži rezerve, kotiledoni prodiru u skladišna tkiva i prenose hranjive proizvode do radikula i epikotila u razvoju (npr. češnjak).
U epigejskom klijanju, radikula izlazi iz sjemena, a hipokotil (embrionalna stabljika) se izdužuje, podižući kotiledone, epikotil i ostatke ovojnice sjemena iznad zemlje. Kotiledoni se tada mogu proširiti i funkcionirati fotosintetski kao normalno lišće (npr. ricinus). Kad supke sadrže nutritivne rezerve sjemena, prenose ih na ostatak sadnice i degeneriraju bez značajne fotosinteze (npr. vrtni grah). Na kraju sadnica postaje neovisna o zalihama sjemena i izrasta u zrelu biljku sposobnu za reprodukciju.